# Palpita annulifer
Palpita annulifer là một loài bướm đêm trong họ Crambidae.